# 索伦托半岛

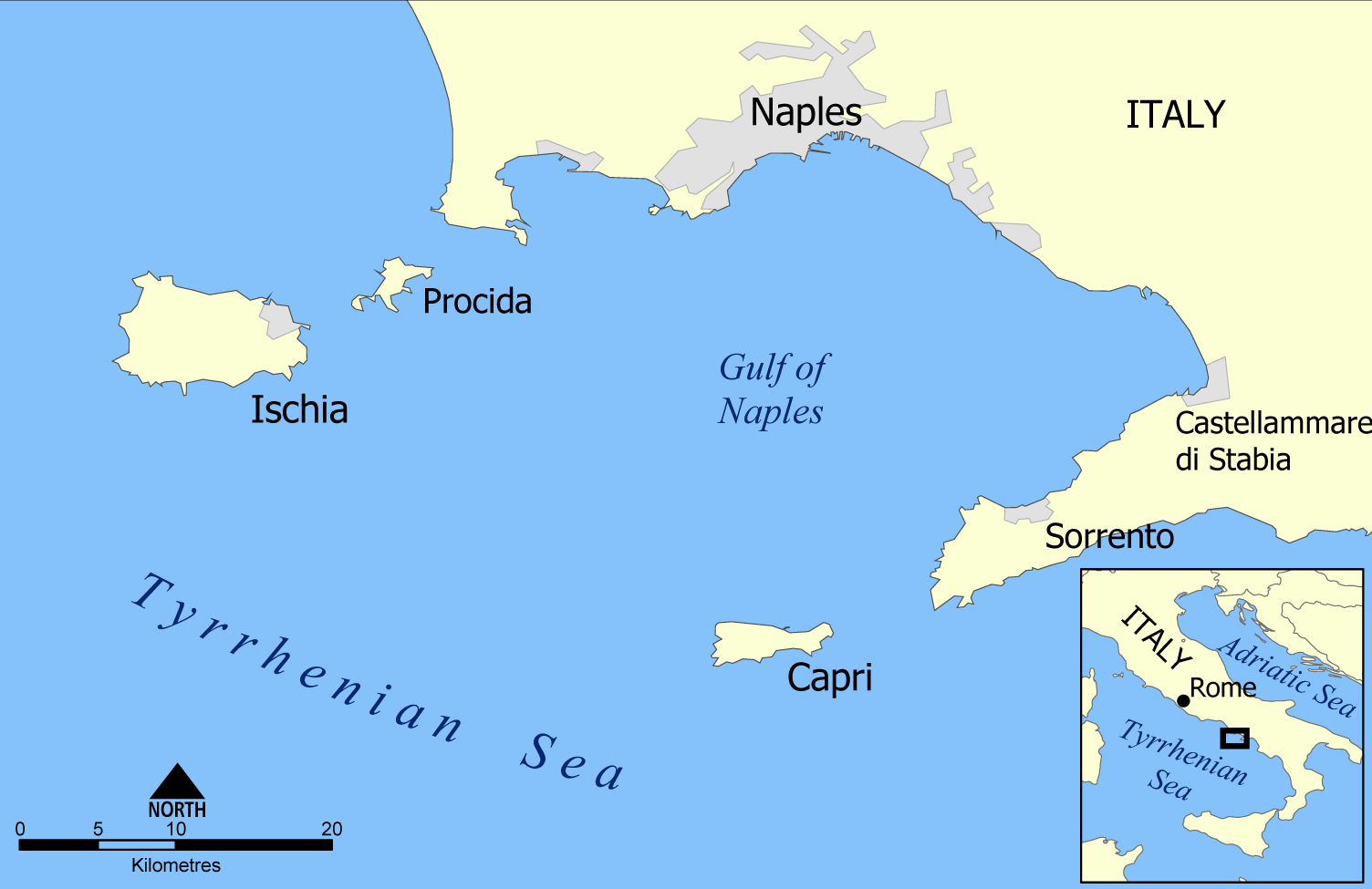
那不勒斯湾

索伦托半岛（義大利語：Penisola Sorrentina）是意大利南部的一个半岛，北面是那不勒斯湾，南面是萨莱诺湾。半岛以其北岸面临那不勒斯湾的主要城镇索伦托而得名。阿马尔菲海岸位于半岛南侧。卡普里岛位于半岛西端外侧的第勒尼安海中。整个地区是著名的旅游热点区域。
40°37′50″N 14°25′00″E / 40.6306°N 14.4167°E